# 塔皮欧比奇凯
塔皮欧比奇凯，是匈牙利佩斯州所辖的一个村。总面积48.48平方公里，总人口3495，人口密度72.1人/平方公里（2011年1月1日）。